# Wladimir Wassiljewitsch Markownikow

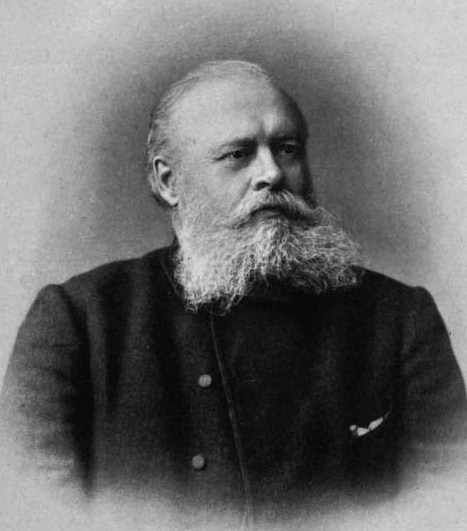
Wladimir Wassiljewitsch Markownikow

Wladimir Wassiljewitsch Markownikow (russisch Владимир Васильевич Марковников; * 13. Dezemberjul. / 25. Dezember 1837greg. in Knjaginino; † 29. Januarjul. / 11. Februar 1904greg. in Moskau) war ein russischer Chemiker.

## Leben
Markownikow studierte zuerst Ökonomie, dann Chemie. Nach dem Studienabschluss wurde er Assistent von  Alexander Butlerow an der  Universität Kasan und der Universität St. Petersburg. Ab 1860 verbrachte er zwei Studienjahre in Deutschland bei  Emil Erlenmeyer und Hermann Kolbe (Universität Leipzig). Nach der Rückkehr nach Russland wurde er 1869 promoviert und übernahm Butlerows Professur an der Universität Kasan. Nach einem Konflikt an dieser Universität wechselte er als Professor 1871 an die Universität Odessa und zwei Jahre später an die Universität Moskau, wo er seine restliche akademische Karriere verbrachte.

## Wissenschaftliche Bedeutung
Bekannt ist Markownikow durch die nach ihm benannte historisch bedeutende Markownikow-Regel, die er 1869 entwickelte und die in der organischen Chemie als Erklärung eines Reaktionsmechanismus eine wichtige Rolle spielt. Weiterhin entdeckte er im kaukasischen Erdöl Kohlenwasserstoffe, die er Naphthene nannte und als Cycloalkane erkannte. So entdeckte er Verbindungen mit Kohlenstoff-Vierringen (1879) sowie Siebenringen (1889).
Die Markownikow-Regel kann zu falschen Resultaten führen, da die Mesomeriestabilisierung der als Zwischenprodukte auftretenden Carbeniumionen – bei entsprechendem Substitutionsmuster – wichtiger ist als der positive induktive Effekt von Alkylgruppen.